# Battaglia di Carystum
La battaglia di Caystum o di Caristo fu combattuta nel 173 a.C. tra le Legioni del Console Marco Popilio Lenate e la Tribù ligure degli Statielli.
Questi ultimi non opposero resistenza, tuttavia, contravvenendo al Diritto di Guerra romano, il Console li ridusse in schiavitù e cominciò a organizzare la vendita di schiavi provenienti da questa Popolazione. La situazione si risolse un anno dopo per intervento del Senato, con cui si sancì il risarcimento agli Statielli.

## Antefatti
Marco Popilio Lenate già pretore nel 176 a.C., divenne console nel 173 a.C. insieme a Lucio Postumio Albino. Ad entrambi fu affidato il governorato della provincia di Liguria.
Gli Statielli erano una popolazione di ceppo ligure che abitava nell'Italia nord-occidentale, che occupava il territorio compreso a ovest e nord dal corso del Tanaro, a est dall'Orba, e a sud dallo spartiacque dell'appennino ligure.
Caristo era l'oppidum (villaggio fortificato) maggiore degli Statielli e fungeva da loro capitale, la popolazione occupando un territorio vasto, non risiedeva solo qui, ma si distribuiva in altri vari oppida, castellari e villaggi non fortificati.
Nell'Ottocento alcuni studiosi avevano sostenuti che la localizzazione dell'oppidum fosse nella regione Caristia tra i comuni odierni di Cartosio e Ponzone. Sebbene la somiglianza lessicale sia a favore di questa ipotesi, la storiografia moderna riconosce nel luogo della battaglia Acqui Terme, luogo di acque calde e possibile raccoglitore di popolazione, e quindi di sicuro abitato.

## Battaglia
Non è chiaro perché Lenate volle trascinare in battaglia gli Statielli. Lo scontro fu cruento, e le due parti rimasero in equilibrio per tre ore, finché Popilio fece attaccare la Cavalleria, volgendo lo scontro a suo favore, gli Statielli persero in battaglia 10000 combattenti e i Romani 3000. I 10000 superstiti dell'Esercito ligure si radunarono intorno all'oppidum, ma vedendo che non c'erano possibilità di vittoria e pensando che il Console sarebbe stato indulgente, si arresero. Popilio fu spietato: prese tutte le loro armi e i loro beni, li fece prigionieri, vendendoli come schiavi, e distrusse completamente il centro di Carystum.

## Conseguenze
Il Senato si indignò quando venne a sapere del trattamento riservato agli Statielli, ed esigette che Popilio restituisse ai Liguri le loro case e i loro beni. Popilio si offese rifiutò di obbedire ai comandi del Senato. Tornato a Roma, attaccò il Senato per le loro azioni. Sostenne che avrebbe dovuto ringraziarlo invece di ordinargli di restituire il bottino alle sue vittime. Molti senatori lo attaccarono di nuovo per le sue azioni, così Popilio tornò nella sua provincia, non riuscendo ad ottenere il sostegno del Senato. L'anno seguente, Popilio continuò le sue aggressioni contro gli Statielli, uccidendone altri 6000 in battaglia. Le sue azioni fecero sorgere in armi il resto dei Liguri. In risposta il Senato approvò un decreto che chiunque impedisse il ritorno degli Statielli alla loro libertà sarebbe stato processato. Popilio rifiutò di tornare a Roma fino a quando un tribuno della plebe promise di processarlo in contumacia. Popilio fu processato, ma il processo non ebbe successo per l'influenza del fratello, console dell'anno seguente, e di altri membri della gens Popilia.